# ヘルムート・シュミット (タイポグラファー)
ヘルムート・シュミット（Helmut Schmid、1942年2月1日 - 2018年7月2日）は、オーストリア出身のタイポグラファー、グラフィックデザイナー。Helmut Schmid Design主催。娘にグラフィックデザイナーのニコール・シュミットがいる。

## 経歴
ドイツにて植字工の訓練を受けた後、スイスのバーゼルでエミール・ルーダー、ロベルト・ビュヒラー、クルト・ハウエルトに師事した。その後、西ベルリン、ストックホルム、モントリオール、バンクーバーで働いた後、来日、大阪のNIAで働く。1981年に独立し、大阪で活動を続ける。「スイスタイポグラフィー」を代表する一人。韓国ソウルの弘益大学、神戸芸術工科大学で教鞭を執るなど、教育活動にも従事する。ドイツでは1976年に社会民主党（SPD）のヴィジュアル・アイデンティティ、SPD政権時の連邦政府の発行物を手がけた。
日本では大塚製薬「ポカリスエット」「エネルゲン」、資生堂「ELIXIR」、化粧品「イプサ」などのロゴデザイン・パッケージデザインを手掛けた。
商業的な仕事とは別に「デザインは姿勢である（Design is Attitude）」として個人的・社会的・政治的な実験作品も多く制作した。1970年代には、冷戦期の西ドイツの政党や、シュミット自身が指示し後に首相も務めたヴィリー・ブラントなどの政治家が発するメッセージから自らの政治的意見と合致する言葉を選択し、視覚的に表現して作品「ポリティポグラフィーエン」を個人的に制作した。1980年に誠文堂新光社から出版された著書『タイポグラフィ・トゥデイ』は発売以来大きな話題となり、2003年には新版が発売された。1988年からAGI（国際グラフィック連盟）会員。
2018年7月2日、急性心不全のため死去した。76歳没。

## 主な個展
- 2012年　“15ポリティポグラフィーエン”（print gallery Tokyo／東京）
- 2007年　“デザイン・イズ・アティテュード”（gggギャラリー／東京・dddギャラリー／大阪）
- 1978年　“Politypograhien“（Print Gallery Pieter Brattinga Amsterdam／アムステルダム）

## 主な著書
- 『Japan japanese』（朗文堂、2012年）ISBN 978-4947613837
- 『Design Is Attitude』 Helmut Schmid, Phillip Teufel, Fjodor Gejko, Victor Malsy 著（Birkhauser、2002年）ISBN 978-3764375102
- 『バーゼルへの道』（朗文堂、1997年）ISBN 978-4947613424
- 『タイポグラフィ・トゥデイ』（誠文堂新光社、1980年）

## 関連人物
- 杉浦康平
- エミール・ルーダー
- ニコール・シュミット